# Ralph Allan Sampson
Ralph Allan Sampson, född den 25 juni 1866 i Schull, Irland, död den 7 november 1939 i Bath, var en engelsk astronom.
Sampson studerade i Cambridge och blev 1896 anställd som professor i matematik och från 1908 också i astronomi vid universitetet i Durham och direktör för observatoriet där. Från 1911 var Sampson Astronomer Royal for Scotland och professor i astronomi vid universitetet i Edinburgh. Han tilldelades Royal Astronomical Societys guldmedalj 1928.
Sampson ägnade sig åt solen: On the rotation and mechanical state of the sun (1894), The sun (1914), och Jupiters månar: On the old observations of the eclipses of Jupiters satellites (1909), A discussion of the eclipses of Jupiters satellites 1878–1903 (1909), Tables of the four great satellites of Jupiter (1910), Theory of the four great satellites of Jupiter (1921).
Därjämte diskuterade Sampson ur och tidstjänster: On clock errors and wireless time signals, Determination of longitude by wireless telegraphy (1920). Han mätte effektiva temperaturer för 64 stjärnor (Monthly Notices 85).
Sampson var medutgivare av Adams Collected scientific papers, II (1900) och publicerade A description of Adams' manuscript on the perturbations of Uranus (1904).

## Eftermäle
Asteroiden 9881 Sampson är uppkallad efter honom.